# Corscombe
Corscombe este un sat în comitatul Dorset, regiunea South West, Anglia. Satul se află în districtul West Dorset.